# Marcel Sisniega Campbell
Marcel Sisniega Campbell (ur. 28 lipca 1959 w Cuernavaca, zm. 19 stycznia 2013) – meksykański szachista, dziennikarz i filmowiec, arcymistrz od 1992.

## Kariera szachowa
Pierwsze szachowe sukcesy na arenie międzynarodowej zaczął odnosić w drugiej połowie lat 70. Na przełomie 1976 i 1977 roku podzielił w Groningen IV miejsce (wraz z Jewgienijem Władimirowem, Danielem Camporą i Leslie Leowem) w mistrzostwach świata juniorów do lat 20, w kolejnych mistrzostwach (Innsbruck, 1977) podzielił VII lokatę (wraz z Constantinem Ionescu, Krumem Georgiewem i Manuelem Rivas Pastorem), a w roku 1978 w Grazu zajął VI-VII miejsce, wraz z Johnem van der Wielem. Pomiędzy 1978 a 1992 rokiem sześciokrotnie wystąpił na szachowych olimpiadach, w tym 4 razy na najtrudniejszej, I szachownicy. W 1985 r. awansował do rozegranego w Taxco de Alarcón turnieju międzystrefowego (eliminacji mistrzostw świata), w którym zajął XIII miejsce. Do innych jego sukcesów w turniejach międzynarodowych należą m.in. III m. w Nowym Jorku (1984, za Miguelem Quinterosem i Edmarem Mednisem), II m. w Syosset (1984, za Timothy Taylorem), dz. II m. w memoriale Jose Raula Capablanki w Matanzas (1992, za Henry Urdayem Cáceresem, wraz z Amadorem Rodriguezem Cespedesem), jak również trzykrotne zwycięstwa w memoriałach Carlosa Torre Repetto w Meridzie (1989, 1990, 1991).
Najwyższy ranking w karierze osiągnął 1 lipca 1991 roku, posiadał wówczas 2540 punktów i na światowej liście FIDE zajmował miejsce na początku drugiej setki. Od roku 1998 nie uczestniczy w turniejach klasyfikowanych do szachowego rankingu ELO.
Poza grą turniejową, zajmował się również dziennikarstwem, m.in. od 1997 do 2005 roku prowadził szachową kolumnę w jednym z największych meksykańskich dzienników, El Universal.

## Filmografia
Po zakończeniu kariery szachowej zaczął pracować w branży filmowej. W swoim dorobku posiada kilka wyreżyserowanych i wyprodukowanych filmów, jak również kilka napisanych scenariuszy.
Jako reżyser
- Libre de culpas (1996)
- La Cruda de Cornelio (1996)
- Una de dos (2002)
- En las arenas negras (2003)
- Fandango (2003)
- La Quietud y el fuego (2005)
- El Baile de la iguana (2005)
- Luces artificiales (2007)
- El Guapo (2007)

Jako producent
- La Cruda de Cornelio (1996)
- En las arenas negras (2003)
- Fandango (2003)
- El Guapo (2007)

Jako scenarzysta
- Libre de culpas (1996)
- La Cruda de Cornelio (1996)
- Un Embrujo (1998)
- Una de dos (2002)
- En las arenas negras (2003)
- Fandango (2003)
- La Quietud y el fuego (2005)
- El Baile de la iguana (2005)
- El Guapo (2007)